# Вудленд (Мічиган)
Вудленд (англ. Woodland) — селище (англ. village) в США, в окрузі Беррі штату Мічиган. Населення — 391 особа (2020).

## Географія
Вудленд розташований за координатами 42°43′38″ пн. ш. 85°8′7″ зх. д. / 42.72722° пн. ш. 85.13528° зх. д. (42.727128, -85.135219).  За даними Бюро перепису населення США в 2010 році селище мало площу 2,11 км², уся площа — суходіл.

## Демографія
Згідно з переписом 2010 року, у селищі мешкало 425 осіб у 162 домогосподарствах у складі 116 родин. Густота населення становила 201 особа/км².  Було 180 помешкань (85/км²).
Расовий склад населення:
| - 96,9 % — білих - 0,2 % — чорних або афроамериканців - 0,2 % — азіатів - 1,9 % — осіб інших рас |

До двох чи більше рас належало 0,7 %. Частка іспаномовних становила 3,8 % від усіх жителів.
За віковим діапазоном населення розподілялося таким чином: 27,1 % — особи молодші 18 років, 60,2 % — особи у віці 18—64 років, 12,7 % — особи у віці 65 років та старші. Медіана віку мешканця становила 35,5 року. На 100 осіб жіночої статі у селищі припадало 104,3 чоловіків;  на 100 жінок у віці від 18 років та старших — 102,6 чоловіків також старших 18 років.
Середній дохід на одне домашнє господарство  становив 65 534 долари США (медіана — 40 500), а середній дохід на одну сім'ю — 79 796 доларів (медіана — 51 429). Медіана доходів становила 37 188 доларів для чоловіків та 31 250 доларів для жінок. За межею бідності перебувало 12,7 % осіб, у тому числі 19,8 % дітей у віці до 18 років та 4,2 % осіб у віці 65 років та старших.
Цивільне працевлаштоване населення становило 204 особи. Основні галузі зайнятості: виробництво — 26,0 %, освіта, охорона здоров'я та соціальна допомога — 18,1 %, роздрібна торгівля — 13,7 %.